# Toonami Jetstream
Toonami Jetstream era un servicio en línea proporcionado por Cartoon Network y VIZ Media. La página organizaba videos, música, juegos y comentarios- Se estrenó el 17 de julio de 2006 Toonami Jetstream solo estaba disponible en los Estados Unidos. Para tener acceso a Toonami Jestream sin problemas la computadora requería de Internet Explorer, Windows Media Player 10, Flash Player 8 y Windows 2000 Service Pack 4+ o Windows XP. así como una conexión de banda ancha de Internet. Toonami Jetstream no tuvo soporte para Ópera; sin embargo, existió soporte para Mozilla Firefox si se instalaba un plugin ActiveX. Tras la cancelación del bloque Toonami el 20 de septiembre de 2008, se desconocía si la página continuaría, o sería unida a Cartoon Network Video. El 30 de enero de 2009, la página cerró. Como resultado, la serie Naruto se movió a CN Video, mientras que otras series de anime como Zatch Bell o Hikaru no Go se movieron a la página de VIZ Media.

## Shows
Los 6 shows originales que iniciaron el sitio el 14 de julio de 2006 son: 
- Hikaru no Go (con la instrucción quincenal “”Hikaru no Go””)
- MÄR (debutó el 23 de diciembre de 2006 en la televisión)
- Megas XLR (anteriormente en la televisión) (Inactivo a partir del 11 de marzo de 2007)
- Naruto (estaba en la televisión en momento del lanzamiento de Jetstream)
- The Prince of Tennis (debutó el 23 de diciembre de 2006 en la televisión)
- Samurai Jack (anteriormente en la televisión)

Estos shows eran la parte del segundo grupo añadido el 9 de octubre de 2006: 
- Pokémon: Johto League Journeys (anteriormente en la televisión) (Activo)
- Pokémon Chronicles (en la televisión en momento de debut de Jetstream) (Inactivo a partir del 15 de abril de 2007)

Otros shows se incluyeron el 12 de marzo de 2007: 
- Zatch Bell! (en el momento de debut de Jetstream)

Los siguientes shows que se emiten Toonami Jetstream
- IGPX
- Megaman NT Warrior
- Zoids Genesis
- Mega Man Star Force

## Premieres
Toonami Jetstream tuvo dos shows que originalmente no podrían encontrarse en cualquier otra parte en su formato doblado. Estas shows son The Prince of Tennis y MÄR. estas series han sido tan populares en línea que se agregaron al bloque Toonami el 23 de diciembre de 2006, pero Toonami Jetstream continúa mostrando los episodios en inglés. Se transmitieron episodios estreno de Naruto actualmente en Toonami Jetstream los episodios anteriores están disponibles en DVD. En Toonami Jetstream se repiten los episodios de Samurai Jack y Megas XLR en Cartoon Network. Mientras Samurai Jack se ha emitido solo una porción pequeña de sus episodios en Toonami, ha sido completamente transmitido en Cartoon Network y las primeras tres temporadas de la serie están disponibles en DVD. Todos los episodios de Megas XLR se han emitido en Toonami, salvo un episodio que se saltó debido a un error y después mostrado en Miguzi. Hikaru no Go está actualmente en ImaginAsian TV y también está disponible en DVD. Es desconocido si superará ImaginAsian TV o su DVD en Toonami Jetstream. ¡Pokémon se transmiten episodios emitidos en Kids WB! previamente! En Cartoon Network (reestrena) eso también está disponible en DVD, pero empezó desde los episodios de la Liga Naranja "The Pokémon Water War". Pokémon Chronicles. ha terminado de exhibirse en Toonami (salvo un episodio que se emitió en los horarios normales de Cartoon Network), y Toonami Jetstream mostró el inicio de los reestrenos meramente del primer episodio. De Zatch Bell! también está empezando del primer episodio y sus episodios del estreno están mostrándose en Toonami y también están disponibles en DVD, pero está actualmente en Toonami. IGPX ya concluyó en Cartoon Network.

## RSS
Actualmente, Toonami Jetstream está ofreciendo dos maneras de verificar para las actualizaciones. El primero es un alimentador de RSS en su website. Alternativamente, un programa descargable llamó a Toonami Jetstream Desktop Recover colecciona y despliega las actualizaciones automáticamente, mientras permitiendo el acceso fácil a las nuevas sumas.

## Las promociones con el Bloque de Toonami
En la página web de Toonami empezaron anunciando el servicio el 3 de julio de 2006. El primer promo de la televisión estaba durante Cartoon Planet el 9 de julio de 2006. El primer promo de Toonami estaba el 15 de julio de 2006, durante un maratón especial de Naruto.

## Señales hermanas
Toonami Jetstream solo contó con un sitio hermano, titulado “Cartoon Network Video". Ofrece series como Ed, Edd, n' Eddy; The Grim Adventures of Billy and Mandy, My Gym Partner's A Monkey, y Codename: Kids Next Door series exclusives para el website. 

## Vesase también
- Toonami